# Iuchar
Iuchar ou Iuchair, na mitologia céltica, é um dos filhos de Tuireann, integrante do Tuatha Dé Danann, e Donand (também chamada Danu), formando uma tríade com Brian e Iucharba.
Junto aos irmãos enfrentou uma série de tarefas impossíveis após terem morto o inimigo de seu pai, Cian. Algumas vezes é mencionado como pai da divindade da sabedoria e inspiração, Ecne.
Iuchar foi um heroi irlandês, da complexa e antiga história chamada Oidheadh Chlainne Tuireann (A Tragédia dos Filhos de Tuireann).
Junto aos dois irmãos combateram Cian, conhecido em outros contos por haver seduzido a fada Eithne, mesmo com as tentativas de seu pai, Balor, em mantê-la afastada de todos os homens.
Cian, quando notou que estava prestes a ser apanhado pelos três filhos de seu inimigo, fortemente armados, transformou-se num porco. Essa transformação não foi, contudo, rápida o suficiente, pois os três perseguidores mudaram-se em cães e o perseguiram até perto de matá-lo, quando foi-lhe permitido retomar a forma humana e, assim, ser finalmente morto.
Tomando ciência do ocorrido a Cian, seu filho Lugh exige dos irmãos um alto preço de honra - tal como estes haviam procedido antes na causa paterna. Iuchar e seus irmãos tiveram que realizar uma série de tarefas impossíveis. A oitava ação, entretanto, foi superior a suas forças, morrendo nela Iuchar e Iucharba, e pouco tempo depois Brian.
Assim como os filhos de Tuireann tinha pegado causa de seu pai, que fizeram Cian filho de Lugh, que exigiu um pesado preço de honra para seu pai. Brian e seus irmãos, realizada sete impossível ações difíceis, mas o oitavo foi além de suas forças, e assim Iuchar Iucharba e morreu, e logo após Brian.
Robert Graves equipara a situação dos três irmãos irlandeses à figura da Trindade que se encontra em outros mitos onde a deusa local da lua, em seu tríplice aspecto visível, acaba se casando com três irmãos, tal como ocorreu nos mitos gregos de Zeus, Posidão e Hades, e o Gerião de três corpos da Espanha.
Além dessa visão trinitária, outros estudiosos associam os irmãos aos três importantes reis do Tuatha Dé Danann, Mac Cuill, Mac Cécht e Mac Gréine.
O drama dos Filhos de Tuireann compõem o chamado "Três Dores da Irlanda" ("Three Sorrows of Ireland"), sendo as outras duas as lendas dos Filhos de Uisneach e das Crianças de Lir.